# 치동고등학교
치동고등학교(治東高等學校)는 대한민국 경기도 화성시 영천동에 있는 공립 고등학교이다.

## 학교 연혁
- 2024년 3월 1일 : 치동고등학교 설립 인가
- 2024년 3월 4일 : 제1대 김계정 교장 취임
- 2024년 3월 4일 : 제1회 신입생 입학(16학급 남 298명, 여 244명 계 542명)

## 참고 자료
- 치동고등학교 - 한국교육학술정보원 학교알리미